# Bdale Garbee

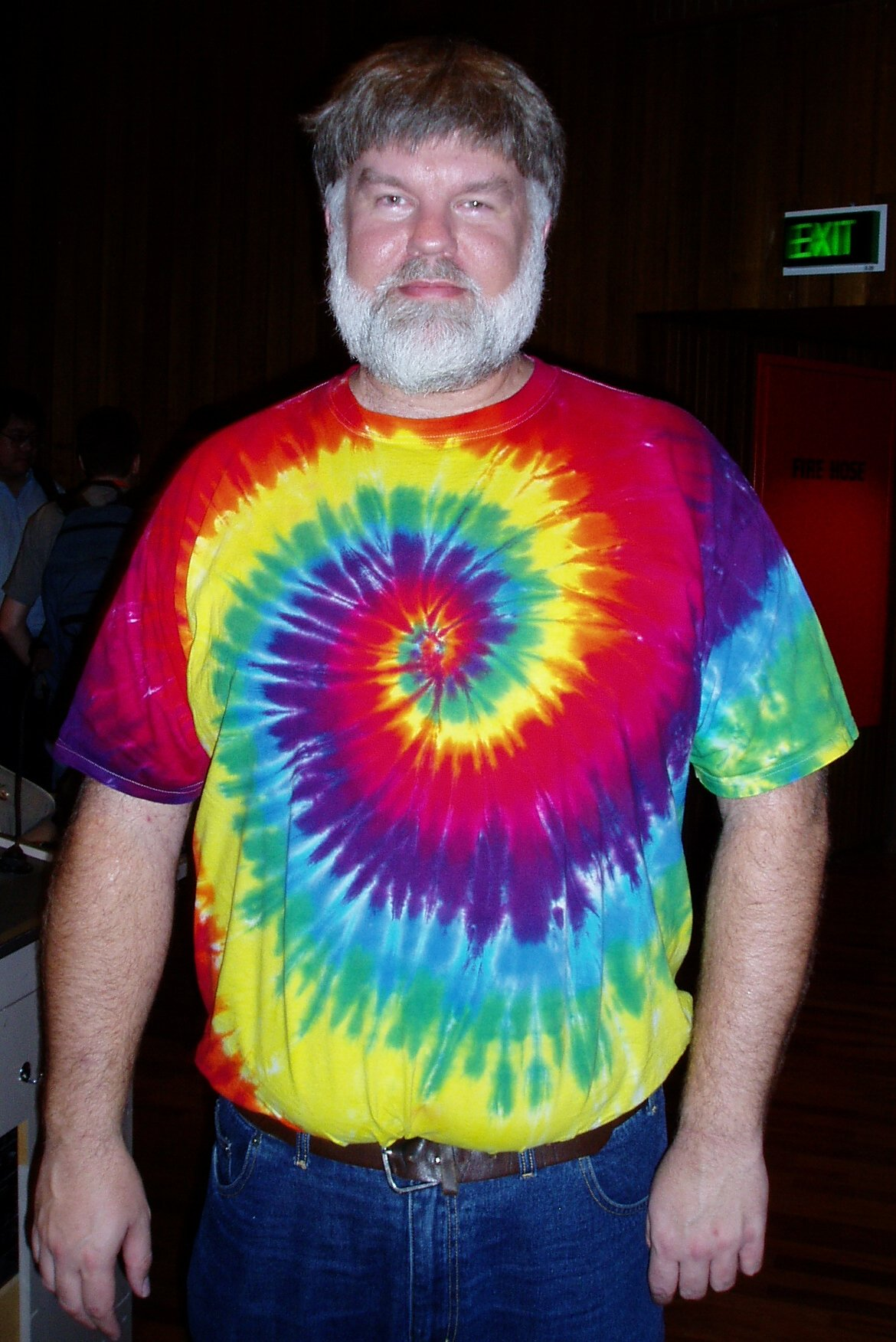
Bdale Garbee na linux.conf.au w styczniu 2007

Bdale Garbee – amerykański informatyk zajmujący się rozwojem systemów z rodziny Linux, w szczególności Debiana GNU/Linux.
Obecnie pracuje w firmie Hewlett-Packard oraz jest prezesem organizacji Software in the Public Interest. Jest także przewodniczącym Komitetu Technicznego Debiana.

## Życiorys
Bdale Garbee bierze udział w rozwoju Debiana od samego początku istnienia tego projektu, czyli od wczesnych lat 90. W 1995 postawił pierwszy serwer Debiana – master.debian.org. W latach 2002–2003 był Liderem Projektu Debian.
Od 29 czerwca 2004 był członkiem zarządu Software in the Public Interest, niedochodowej organizacji zbierającej fundusze na rozwój Debiana, a 1 sierpnia 2006 został jej prezesem.